# Bibcode
Bibcode (også kendt som “refcode”) er en identifikatorkode udviklet til entydigt at specificere astronomiske litteratur-referencer i forskellige datasystemer. Navnent Bibcode er en sammentrækning af Bibliographic code, der er et generelt udtryk for identifkator koder for litteratur. Bibcode hed oprindeligt refcode og blev udviklet til at blive brugt i den astronomiske database SIMBAD og i NASA/IPAC Extragalactic Database (NED), men er siden blevet mere udbredt og er blevet en de facto standard.

Koden har en fast længde på 19 tegn og er på formen:
hvor YYYY er det firecifrede årstal for referencen, og JJJJJ er en kode der indikerer hvor referencen blev publiceret. I tilfældet en artikelreference, angiver VVVV bindnummeret (volume), M indikerer sektionen i artiklen hvor referencen blev publiceret. PPPP angiver startsiden. Og endeligt angiver A det første bogstav i den første forfatters efternavn. Hvis de data der skal stå i koden er for korte i forhold til den afsatte plads, fyldes op med punktummer (.). Disse sættes til højre for publikationskoden og til venstre for bind- og sidetal.

## Eksempler
| Bibcode             |  | Reference |
| 1974AJ.....79..819H |  | Heintz, W. D. (1974). "Astrometric study of four visual binaries". The Astronomical Journal. 79: 819-825. doi:10.1086/111614.                                                                               |
| 1924MNRAS..84..308E |  | Eddington, A. S. (1924). "On the relation between the masses and luminosities of the stars". Monthly Notices of the Royal Astronomical Society. 84: 308-332.                                                |
| 1970ApJ...161L..77K |  | Kemp, J. C.; Swedlund, J. B.; Landstreet, J. D.; Angel, J. R. P. (1970). "Discovery of circularly polarized light from a white dwarf". The Astrophysical Journal Letters. 161: L77-L79. doi:10.1086/180574. |